# Резолюция Совета Безопасности ООН 1075
Резолюция Совета Безопасности Организации Объединённых Наций 1075 (код — S/RES/1075), принятая 11 октября 1996 года, подтвердив резолюцию 696 (1991) и все последующие резолюции по Анголе, Совет Безопасности ООН поставил перед УНИТА дополнительные задачи и продлил мандат Контрольной миссии ООН в Анголе III (UNAVEM III) до 11 декабря 1996 года.
2 октября 1996 года в столице Анголы Луанде состоялся саммит Сообщества развития Юга Африки (САДК) по вопросам политики, обороны и безопасности. Делегация САДК также приняла участие в обсуждениях в Совете Безопасности по Анголе. Важно, чтобы все стороны придерживались мирных планов в Анголе, включая Лусакский протокол, соблюдали права человека и присутствие Организации Объединённых Наций для выполнения соглашений.
Была выражена обеспокоенность по поводу отсутствия прогресса в мирном процессе за последние три месяца. Задержки в демобилизации войск УНИТА привели к отставанию от графика, что ещё больше затруднило прогресс во время сезона дождей. Задержки, особенно со стороны УНИТА, были неприемлемы для Совета. Однако позитивные шаги включали прибытие генералов УНИТА для службы в объединённой армии, размещение 63 000 военнослужащих, сдачу тяжелого вооружения, отбор 10 000 военнослужащих УНИТА для объединённой армии, начало демобилизации несовершеннолетнего персонала и предложение УНИТА относительно особого статуса её лидера.
Совет Безопасности был разочарован тем, что УНИТА не выполнила свои обязательства, и призвал группу немедленно выполнить следующие задачи:
(a) завершить отбор 26 300 солдат для включения в состав вооруженных сил Анголы;

(b) остановить поток дезертиров из районов расквартирования и вернуть тех, кто дезертировал;

(c) зарегистрировать полицейских УНИТА;

(d) ликвидировать все командные пункты УНИТА;

(e) официально объявить о том, что все солдаты УНИТА выведены из кварталов и что у УНИТА больше нет оружия;
(f) содействовать распространению государственного управления на всю территорию Анголы и сотрудничать с ЮНАВЕМ III;

(g) предоставить в распоряжение военного подразделения других генералов и офицеров;

(h) вернуть всех избранных членов Национального собрания;

(i) воздерживаться от препятствования деятельности по разминированию и полетам самолётов Организации Объединённых Наций;

(j) сотрудничать с правительством Анголы и сделать свою радиостанцию независимой и беспартийной;

(k) завершить подготовку персонала УНИТА, который будет защищать должностных лиц УНИТА;

(l) разрешить свободное передвижение товаров и людей.
Если эти задачи не будут выполнены, совет рассмотрит вопрос о введении мер из резолюции 864 (1993). Было отмечено намерение Генерального секретаря ООН Бутроса Бутроса-Гали сократить численность UNAVEM III к концу декабря 1996 года в соответствии с резолюцией 976 (1995), в которой также рекомендовалось, чтобы мандат UNAVEM III закончился к февралю 1997 года. Его также попросили доложить Совету к 20 ноября и 1 декабря 1996 года о прогрессе в мирном процессе.